# Argis lar
Argis lar är en kräftdjursart som först beskrevs av Richard Owen 1839.  Argis lar ingår i släktet Argis och familjen Crangonidae. Inga underarter finns listade i Catalogue of Life.